# Marc-Eugène de Goulard

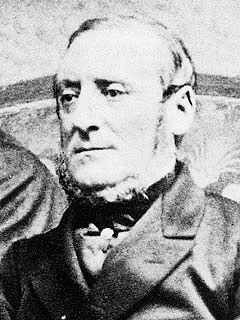
Marc-Eugène de Goulard

Marc-Eugène de Goulard (* 28. November 1808 in Versailles; † 4. Juli 1874 ebenda) war ein französischer Politiker.

## Leben
De Goulard arbeitete ab 1830 als Anwalt in Paris und war von 1846 bis 1848 Mitglied im Senat.
Februar 1871 wurde er Mitglied der Nationalversammlung und anschließend Bevollmächtigter bei den Friedensverhandlungen in Frankfurt, und bis 1872 französischer Botschafter in Rom.
Februar 1872 wurde er Handelsminister (Ministre de l'agriculture et du commerce) und im April Finanzminister.

Am 7. Dezember 1872 wurde er zum Innenminister ernannt und nahm am 17. Mai 1873 nach der Wahl des radikalen Republikaners Claude-Désiré Barodet in Paris seine Entlassung.